# ガブリール・チホフ
ガブリール・チホフ（Гавриил Адрианович Тихов、Gavriil Adrianovich Tikhov 1875年5月1日 – 1960年1月25日）は、ロシアの天文学者。
1906年から1941年の間プルコヴォ天文台で働いた。1941年9月のカザフのアルマ・アタに日食の観測隊として参加した後、第2次大戦の勃発のためその地にとどまり、カザフスタン科学アカデミーの創立者となった。
フェザリング・スペクトグラフ法を開発し、星のスペクトルの分類の作業を簡単にした。惑星表面の詳細の強調のためにフィルターを使った最初のひとりである。天体植物学を創始し､太陽系の別の天体での生物の存在の可能性を研究した。
月のチホフクレーターや火星のクレーター、小惑星(2251)チホフはチホフに因んで命名された。